# Korfbal League 2014/15
De Korfbal League is de hoogste competitie in het Nederlandse zaalkorfbal. In de competitie zitten 10 korfbalverenigingen welke allemaal een thuis- en uitwedstrijd spelen tegen elkaar. Aan het einde van de competitie strijden de nummers 1 t/m 4 volgens het play-offsysteem om een plaats in de zaalfinale. Deze finale is dan de wedstrijd om het algemeen korfbalkampioenschap van Nederland. De ploeg die als laatst eindigt in de Wereldtickets Korfbal League degradeert direct naar de Hoofdklasse, de ploeg die als voorlaatst eindigt speelt een promotie/degradatieduel tegen een ploeg uit de Hoofdklasse.
Het Korfbal League seizoen 2014/15 is de 10e editie van de Korfbal League. Alle teams hebben al een keer op dit niveau gespeeld. Iedereen wist zich in het Korfbal League seizoen 2013/14 te handhaven, behalve hekkensluiter Nic. Zo wist KVS te promoveren. KVS speelde ook al Korfbal League in het het seizoen 2007/08 en in het seizoen 2010/11, echter degradeerde KVS meteen weer als nummer 10.

## Teams
| Club                  | Plaats           | Coach                                 |
| --------------------- | ---------------- | ------------------------------------- |
| AKC Blauw-Wit         | Amsterdam        | Barry Schep & Rini van der Laan       |
| DVO/Accountor         | Bennekom         | Gerald Aukes & Michiel Gerritsen      |
| Fortuna/MyCollections | Delft            | Ard Korporaal & Joost Preuninger      |
| KZ/Hiltex             | Koog aan de Zaan | Chris Kaper & Dico Dik                |
| LDODK/AH Gorredijk    | Gorredijk        | Jan Sjoerd Pool                       |
| PKC/Hagero            | Papendrecht      | Ben Crum & Edward Jonkman             |
| TOP/Justlease.nl      | Sassenheim       | Jan Niebeek                           |
| Dalto/BNApp.nl        | Driebergen       | Riko Kruit                            |
| OVVO/De Kroon         | Maarssen         | Jennifer Tromp & Erwin van der Putten |
| KVS/Maritiem          | Scheveningen     | Marrien Ekelmans                      |

## Seizoen
In de Korfbal League speelt elk team 18 wedstrijden. Waarbij er thuis 9 worden gespeeld en 9 uitwedstrijden worden gespeeld. Er zijn zaterdagploegen in de competitie maar ook zondagploegen. De teams die spelen op zondag zijn: LDODK, en zullen Fortuna, Blauw-Wit en Koog-Zaandijk de uitwedstrijden spelen op zondag.
De nummers 1, 2, 3 en nummer 4 zullen zich plaatsen voor de play-offs, voor een "best of 3". De winnaars tussen de teams zullen zich plaatsen voor de finale in Ahoy, waar ook de 3e en 4e plaats wordt afgewerkt en de finale bij de A-Junioren. Echter degradeert de nummer 10 meteen naar de Hoofdklasse. En moet de nummer 9 het opnemen tegen de verliezend finalist voor promotie, om een plek te krijgen in de Korfbal League 2015/16.
| pos | club                  | gs | w  | g | v  | pnt | dv  | dt  | dt   |
| --- | --------------------- | -- | -- | - | -- | --- | --- | --- | ---- |
| 1.  | PKC/Hagero            | 18 | 16 | 0 | 2  | 32  | 500 | 356 | +44  |
| 2.  | AKC Blauw-Wit         | 18 | 12 | 0 | 6  | 24  | 468 | 413 | +55  |
| 3.  | TOP/Justlease.nl      | 18 | 12 | 0 | 6  | 24  | 496 | 423 | +73  |
| 4.  | KZ/Hiltex             | 18 | 11 | 0 | 7  | 22  | 467 | 432 | +35  |
| 5.  | Fortuna/MyCollections | 18 | 10 | 0 | 8  | 20  | 405 | 411 | -6   |
| 6.  | DVO/Accountor         | 18 | 9  | 2 | 7  | 20  | 418 | 443 | -25  |
| 7.  | LDODK/AH Gorredijk    | 18 | 6  | 1 | 11 | 13  | 402 | 450 | -48  |
| 8.  | Dalto/BNApp.nl        | 18 | 6  | 1 | 11 | 13  | 425 | 452 | -27  |
| 9.  | OVVO/De Kroon         | 18 | 4  | 1 | 13 | 9   | 368 | 431 | -63  |
| 10. | KVS/Maritiem          | 18 | 1  | 1 | 16 | 3   | 358 | 496 | -138 |

## Play-offs en Finale
|  | Halve finale | Halve finale  | Halve finale | Halve finale | Halve finale     |                  |                  | Finale           | Finale           | Finale           | Finale           | Finale           |
|  |              |               |              |              |                  |                  |                  |                  |                  |                  |                  |                  |
|  | 1            | PKC/Hagero    | 32           | 27           |                  |                  |                  |                  |                  |                  |                  |                  |
|  | 4            | KZ/Hiltex     | 31           | 24           |                  |                  |                  |                  |                  |                  |                  |                  |
|  | 4            | KZ/Hiltex     | 31           | 24           |                  | TOP/Justlease.nl | TOP/Justlease.nl | 21               |                  |                  |                  |                  |
|  |              |               |              |              |                  | TOP/Justlease.nl | TOP/Justlease.nl | 21               |                  |                  |                  |                  |
|  |              | PKC/Hagero    | PKC/Hagero   | 22           |                  |                  |                  |                  |                  |                  |                  |                  |
|  | 3            | PKC/Hagero    | PKC/Hagero   | 22           | TOP/Justlease.nl | 30               | 27               | 27               |                  |                  |                  |                  |
|  | 3            |               |              |              | TOP/Justlease.nl | 30               | 27               | 27               |                  |                  |                  |                  |
|  | 2            | AKC Blauw-Wit | 22           | 30           | 18               |                  |                  | Bronzen medaille | Bronzen medaille | Bronzen medaille | Bronzen medaille | Bronzen medaille |
|  |              |               |              |              |                  |                  | KZ/Hiltex        | KZ/Hiltex        | 26               |                  |                  |                  |
|  |              |               |              |              |                  |                  |                  | Blauw-Wit        | Blauw-Wit        | 25               |                  |                  |

| Korfbal League Kampioen van Nederland 2015 |
| ------------------------------------------ |
| PKC/Hagero Tweede Titel                    |

## Promotie
Directe promotie naar de Korfbal League vindt plaats in de playoff serie tussen de kampioen van Hoofdklasse A en B.
Dit is een best-of-3 serie
| Hoofdklasse Finale |         |    |
|                    |         |    |
| H1                 | AW.DTV  | 35 |
| H2                 | DOS '46 | 31 |

AW.DTV promoveert hierdoor direct naar de Korfbal League 2015/16

## Promotie/Degradatie
De nummer 9 van de Korfbal League speelt na de Hoofdklasse Finale een best-of-3 serie play-down tegen de verliezend Hoofdklasse finalist.
De winnaar van deze serie zal acteren in Korfbal League 2015/16
| Ontknoping |               |    |    |  |
|            |               |    |    |  |
| 9          | OVVO/De Kroon | 26 | 15 |  |
| H2         | DOS '46       | 27 | 20 |  |

Hierdoor promoveert DOS'46 en zal het acteren in de Korfbal League 2015/16

## Prijzen
In dit seizoen zijn dit de prijswinnaars:
| Award                    | Winnaar                         | Club          |
| ------------------------ | ------------------------------- | ------------- |
| Beste Speler             | Tim Bakker                      | KZ/Hiltex     |
| Beste Speelster          | Suzanne Struik                  | PKC           |
| Beste coach              | Barry Schep & Rini van der Laan | AKC Blauw-Wit |
| ERIMA beste arbitrage    | Marcel Luttik & Joeri Kok       |               |
| Beste Speler onder 21    | Olav van Wijngaarden            | PKC           |
| Beste Speelster onder 21 | Mabel Havelaar                  | PKC           |
| Doelpunt van het Jaar    | Danny den Dunnen                | PKC           |

## Topscoorders
| Categorie              | Winnaar         | Club          | Gescoord aantal goals |
| ---------------------- | --------------- | ------------- | --------------------- |
| Topscoorder mannelijk  | Tim Bakker      | Koog Zaandijk | 134                   |
| Topscoorder vrouwelijk | Barbara Brouwer | Dalto         | 76                    |